# Podpeč nad Marofom
Podpeč nad Marofom este o localitate din comuna Šentjur, Slovenia, cu o populație de 31 de locuitori.